# Leptataspis schlaginhaufeni
Leptataspis schlaginhaufeni is een halfvleugelig insect uit de familie schuimcicaden (Cercopidae). De wetenschappelijke naam van deze soort is voor het eerst geldig gepubliceerd in 1921 door Jacobi.